# BarcikArt díj
Kazincbarcika Város Képviselő-testülete 2007-ben megalapította a BarcikArt kitüntető díjat, melyből évente egy adományozható a magyar kultúra napján azoknak a városban élő és alkotó, a városhoz kötődő személyeknek és közösségeknek, akik a művészetek, a kulturális élet területén kiemelkedő tevékenységet végeznek.

## Eddigi díjazottak
- 2007 – Bolacsek László  ötvösművész
- 2008 – Melódia Kamarazenekar
- 2009 – Neszádeli Gyula origami- és bőrművész
- 2010 – Galagonya Citerazenekar
- 2011 – Szerdahelyi Sándor művésztanár (posztumusz)
- 2012 – László Erzsébet művésztanár
- 2013 – Majercsik János festőművész
- 2014 – Kerek Gábor, zeneszerző, zenész
- 2015 – Fülöp Tibor kovács, népi iparművész
- 2016 – Bencs Zoltán táncpedagógus, koreográfus, a Flash Táncstúdió vezetője
- 2017 – Rizner Dénes „Deniz” kétszeres Fonogram-díjas magyar rapper, énekes és dalszövegíró[1]
- 2018 – Hegedűs Mária költő, vizuális művész[2]
- 2019 – Sajómenti Népművészeti Egyesület [3]
- 2020 – Feledi János táncművész, koreográfus[4]
- 2021 – Szőke Gábor Miklós szobrászművész[5]
- 2022 – Somodi-Hornyák Szilárd festőművész, tanár, zenész[6]
- 2023 – Hegedűs János festőművész, grafikus, pedagógus[7]
- 2024 – Kazincbarcikai Kodály Zoltán Alapfokú Művészeti Iskola[8]
- 2025 – Lalák Angelika